# Karapet Parizjan
Karapet "Karo" Parizjan (orm. Կարապետ Փարիզյան; ur. 28 sierpnia 1982 w Erywaniu) – ormiański judoka oraz zawodnik mieszanych sztuk walki (MMA). Srebrny medalista Mistrzostw Panamerykańskich w judo z 2001. Były mistrz World Extreme Cagefighting w wadze półśredniej z 2004. Posiadacz czarnego pasa w judo oraz brazylijskim jiu-jitsu

## Kariera sportowa
Urodził się w stolicy Armenii, Erywaniu. W wieku 6 lat wraz z rodzicami wyemigrował do Stanów Zjednoczonych. Po dwóch latach spędzonych w USA zaczął trenować judo pod okiem Gokora Cziwiczjana. W 2001 roku zajął 2. miejsce na organizowanych w Acapulco Mistrzostwach Panamerykańskich w judo. Rok później wygrywał m.in. Puchar Kanady. W 2003 zdobył brąz na Mistrzostwach USA. W 2003 zakwalifikował się na Igrzyska Olimpijskie w Atenach. W tym samym czasie otrzymał również propozycję kontraktu z największą organizacją MMA w Stanach Ultimate Fighting Championship – wybrał to drugie.

### Kariera MMA
Między startami w judo, toczył zarobkowo pojedynki w MMA. W 1999 wygrywał dwukrotnie turniej Kage Kombat. W 2000 i 2001 przegrywał z zapaśnikiem Seanem Sherkiem. W 2003 związał się z UFC. W debiucie dla nowej organizacji 26 września 2003 poddał kluczem na rękę (kimurą) Dave'a Strassera. W drugim pojedynku otrzymał szansę walki z Kanadyjczykiem Georges’em St-Pierre’em. 31 stycznia 2004 na UFC 46 przegrał z St-Pierre’em wysoko na punkty. Po tej dotkliwej porażce stoczył walkę dla World Extreme Cagefighting (WEC), pokonując 21 maja 2004 obieżyświata Shoniego Cartera i zostając mistrzem WEC w wadze półśredniej. Po tym sukcesie natychmiastowo wrócił do UFC jeszcze w tym samym roku, pokonując Nicka Diaza.
Na przestrzeni kolejnych dwóch lat zwyciężał kolejno Chrisa Lytle'a (UFC 51), Matta Serrę (UFC 53) oraz Nicka Thompsona (UFC 59). Passę pięciu zwycięstw przerwała porażka z Diego Sanchezem 17 sierpnia 2006.
Mimo porażki z Sanchezem Parizjan nie zwalniał tempa wygrywając następne trzy pojedynki w UFC m.in. z Ryō Chōnanem. Będąc już blisko walki o pas mistrzowski 2 kwietnia 2008 przegrał przez ciężki nokaut z Thiago Alvesem, a w następnym pojedynku zaliczył wpadkę dopingową z Koreańczykiem Dong Hyun Kimem po wygranej walce zostając przez to zawieszonym na dziewięć miesięcy. W listopadzie 2010 przegrał przed czasem z Dennisem Hallmanem grzebiąc swoje szanse na utrzymanie w UFC i zostając zwolniony z niej.
W latach 2011–2012 walczył na lokalnych, mniejszych galach przegrywając m.in. z Johnem Gundersonem walkę o pas ShoFIGHT. W 2013 związał się z Bellator MMA zaliczając nieudany debiut dla niej – porażka z Rickiem Hawnem przez nokaut. Następne dwa pojedynki wygrywał – oba przez KO (notując pierwszy raz w karierze wygraną przez KO/TKO). 3 października na Bellator 127 przegrał z Fernando Gonzalezem. Po walce okazało się, że w organizmie Gonzaleza wykryto zabronioną substancję THC (marihuana). Mimo to wynik starcia nie został zmieniony na no contest, a sam zawodnik został ukarany tylko miesięcznym zawieszeniem.

## Osiągnięcia

### Mieszane sztuki walki
- 1999: Kage Kombat – zwycięzca 12 i 14 edycji turnieju
- 2004: Mistrz WEC w wadze półśredniej

### Judo
- 2001: USJF Juvenile C Championships – 1. miejsce w kat. -81 kg (Louisville)
- 2001: USJF Juvenile C Championships – 1. miejsce w kat. -81 kg (Monterey)
- 2001: Mistrzostwa Panamerykańskie w judo – 2. miejsce w kat. -81 kg (Acapulco)
- 2002: Quebec Senior Open – 1. miejsce w kat. -81 kg (Montreal)
- 2002: Puchar Kanady – 1. miejsce w kat. -81 kg (Quebec)
- 2003: Mistrzostwa USA – 3. miejsce w kat. -81 kg (Las Vegas)